# Georgi Leopoldowitsch Kurowski
Georgi Leopoldowitsch Kurowski (russisch Георгий Леопольдович Куровский; * 22. März 1909 in Orenburg, Russisches Kaiserreich; † 2. März 1991 in Leningrad) war ein sowjetischer Schauspieler und Synchronsprecher.

## Biografie
Kurowski war der jüngere Brüder der Operettendarstellerin Sinaida Leopoldowna Swetlanowa (* 1895). Nach Schulbesuchen in Jekaterinoslaw, Simferopol und Moskau von 1917 bis 1925 arbeitete er zunächst als Chemielaborant. 1929 begann Kurowskis Bühnenlaufbahn, die bis zu seinem Tod währte. Er trat für verschiedene Theater und Philharmonien als Schauspieler und Rezitator auf, überwiegend in Moskau und Leningrad. Zu seinen bekanntesten Spielstätten gehörte das Leningrader Staatliche Dramatheater, wo er z. B. in Неугасимое пламя (Neugasimoje plamja), einer Adaption von Galina Serebrjakowas Prometheus-Romanen, zu sehen war.
Als Filmdarsteller bediente der dunkelhaarige Mime häufig das Genre der Filmbiografie und war dabei in Werken über Peter I., Pawel Nachimow, Iwan Pawlow, Franz Liszt, Leonid Krassin und Nikolai Wawilow zu sehen. Seine einzige Hauptrolle vor der Kamera gab er in dem Fernsehspiel Юморески Валентина Катаева (Jumoreski Walentina Katajewa, 1968), das auf mehreren Kurzgeschichten Walentin Katajews basiert. Über einen Zeitraum von 53 Jahren war Kurowski an 30 Projekten beteiligt und arbeitete u. a. für Mosfilm und Lenfilm. Außerdem trat er als Synchronsprecher für diverse Produktionen aus der Sowjetunion, anderen europäischen Staaten sowie China, Indien und den USA in Erscheinung.
Kurowski war mit der Sängerin und Verdienten Künstlerin der RSFSR Agnija Alexandrowna Lasowskaja (1907–2000) verheiratet. Am 19. Juli 1947 wurde ihm die Medaille „Für heldenmütige Arbeit im Großen Vaterländischen Krieg 1941–1945“ verliehen.

## Filmografie (Auswahl)

### Darsteller
- 1937: Peter der Große (Pjotr Perwy)
- 1947: Admiral Nachimow
- 1949: Entschleierte Geheimnisse (Akademik Iwan Pawlow)
- 1960: Die Zarte (Krutkaja)
- 1960: Die Dame mit dem Hündchen (Dama s sobatschkoi)
- 1966: Die Verschwörung in der Botschaft (Sagowor poslow)
- 1966: Krieg und Frieden (Woina i mir)
- 1966: Tibul besiegt die Dickwänste (Tri tolstjaka)
- 1968: Der siebente Trabant (Sedmoi sputnik)
- 1970: Liebesträume (Szerelmi álmok - Liszt)

### Synchronsprecher
- 1953: Melodie im Frühling (Vesna) – für Stane Sever
- 1955: Mozart – für Ulrich Bettac
- 1955: Voller Wunder ist das Leben (A Kid for Two Farthings) – für Lou Jacobi
- 1955: Abenteuer in der goldenen Bucht (Dobrodruzství na Zlaté zátoce) – für Ladislav H. Struna
- 1956: Liebe, Auto und Musik (Dwe powedi) – für Pentscho Petrow
- 1957: Nauris – für Girts Bumbieris
- 1957: Rivalen am Steuer – für Johannes Arpe
- 1958: Melde gehorsamst (Poslušně hlásím) – für Bedrich Vrbský
- 1958: Hallo, falsch verbunden (Alo? Ați greșit numărul)
- 1958: Niskavuoren naiset – für Paavo Jännes
- 1958: Любимец 13 (Ljubimez 13) – für Pentscho Petrow
- 1959: Im Sonderauftrag – für Fritz Diez
- 1959: Chun man ren jian – für Hong Mu
- 1959: Veealused karid – für Ott Raukas
- 1959: Das Geheimnis der Festung (Bir qalanın sirri)
- 1959: Die Prinzessin mit dem goldenen Stern (Princezna se zlatou hvězdou) – für Martin Růžek
- 1960: Die Reise im Ballon (Le voyage en ballon) – für Maurice Baquet
- 1961: Leyli və Məcnun – für Alasgar Alakbarov
- 1967: Posūkis – für Steponas Kosmauskas
- 1979: Kramer gegen Kramer (Kramer vs. Kramer) – für Howland Chamberlain